# 파키스탄의 교통

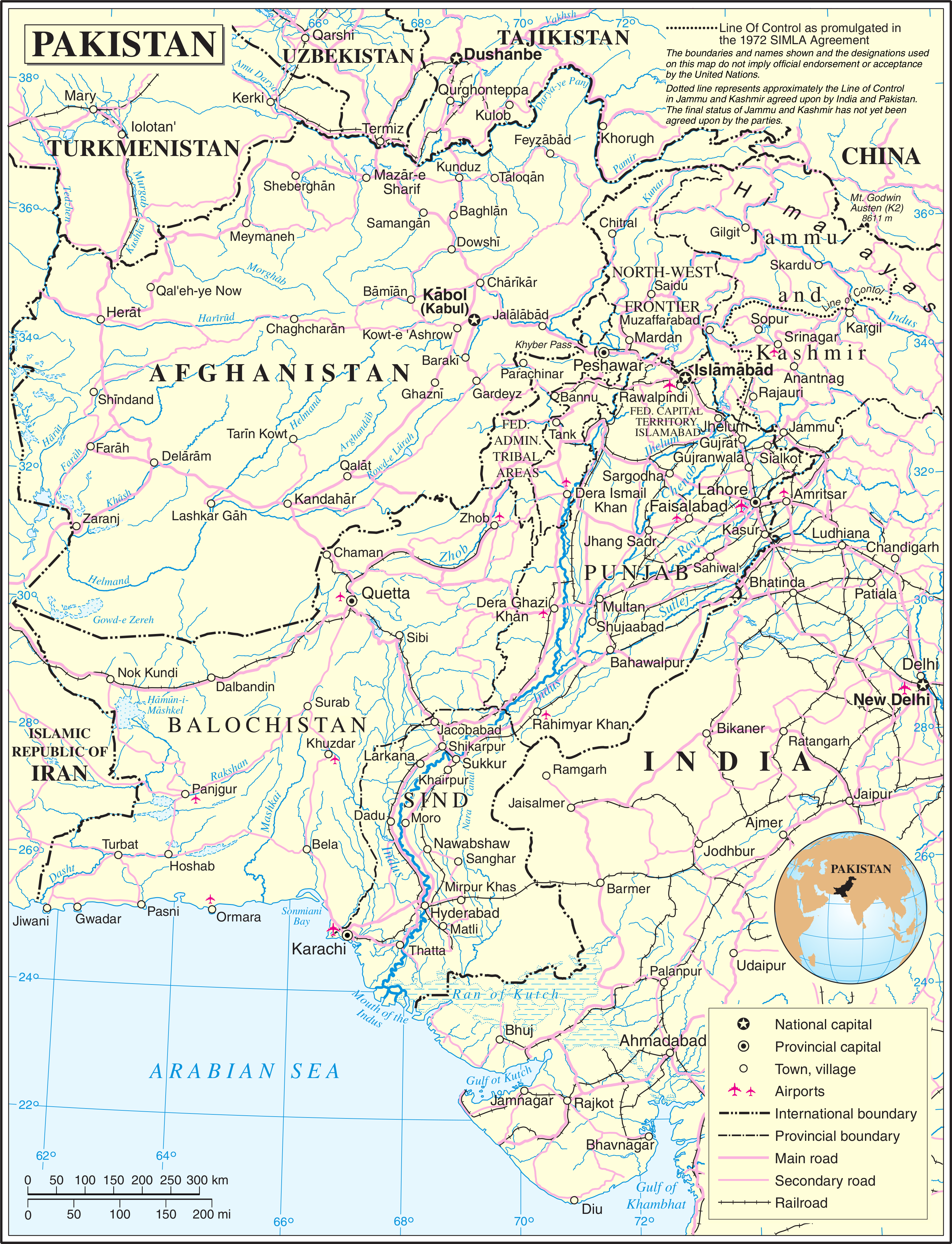
파키스탄의 교통망

파키스탄의 교통은 카라치에서 인더스강 연안을 따라 북상하여 라호르·라왈핀디를 거쳐 페샤와르를 지나 카이버 고개에 이르는 옛 실크로드가 간선도로이며, 철도도 간선도로와 같은 방향으로 건설된 노선의 교통량이 가장 많다. 대중 교통수단으로는 택시, 버스, 릭쇼(모터 삼륜차), 마차가 있다.파키스탄의 대도시로는 카라치·라호르·하이데라바드 등의 주요 도시가 있다.

## 역사
현대의 파키스탄의 교통 역사는 인더스 문명으로 거슬러 올라간다.

## 항공
파키스탄은 151개의 공항이 있다. 주요 공항은 다음과 같다:
- 진나 국제공항 (카라치)
- 알라마 이크발 국제공항 (라호르)
- 이슬라마바드 국제공항 (이슬라마바드)
- 페샤와르 국제공항 (페샤와르)
- 퀘타 국제공항 (퀘타)
- 파이살라바드 국제공항 (파이살라바드)
- 물탄 국제공항 (물탄)
- 시알코트 국제공항 (시알코트)
- 데라 가지 칸 국제공항 (데라 가지 칸)
- 과다르 국제공항 (과다르)
- 셰이크 자이드 국제공항 (라힘야르칸)

## 같이 보기
- 파키스탄 국제항공